# Општина Пријепоље
Општина Пријепоље се налази у Златиборском округу у југозападном делу Србије на простору средњег Полимља између 43°09'25 и 43°29'42 северне географске ширине и 19°27'00 и 19°53'45 источне географске дужине. Просечна надморска висина подручја је изнад 1200 m, што указује да се ради о брдско планинском крају, чија је највиша тачка врх планине Јадовник (Катунић) са 1734 m, а најнижа на ушћу Милешевке у Лим на 440 m надморске висине.
Према подацима са последњег пописа 2022. године у општини је живело 32.214 становника (према попису из 2011. било је 37.059 становника).

## Географски положај
Пријепоље пресеца долина Лима правцем југоисток — северозапад, са којом се повезује већи број мањих река. На додиру река Лима и Милешевке, са њихове десне стране, на просторима речних тераса и алувијалних равни развило се старо Пријепоље. Пријепоље и његова околина су активно повезани са суседним местима Црне Горе и Србије. Јужно од Пријепоља, долином Лима пут иде према Бијелом Пољу, удаљеном око 55 km и даље Мојковцу, Колашину, Подгорици и Бару, а северно од Пријепоља према Бистрици удаљеној 10 km, где се пут рачва у два смера, један према Новој Вароши удаљеној од Пријепоља око 27 km и други према Прибоју удаљеном око 30 km, који даље преко планине Златибор иде према Ужицу, Пожеги, Косјерићу, Ваљеву, Београду и другим местима. Западно од Пријепоља пут води долином Сељашнице преко планинске висоравни Јабуке према Пљевљима удаљеним око 30 km, а источно од Пријепоља долином Милешевке и планине Јадовник према Сјеници, удаљеној око 30 km и даље према Новом Пазару, Приштини и Скопљу.
Пријепоље се сместило на додиру маритимних и континенталних ваздушних маса. Од мора је ваздушном линијом удаљено 140 km, а од Панонске низије 160 km. Међутим, између Јадранског мора и Панонске низије испречили су се високи планински венци чија висина местимично прелази и преко 2500 m. Они спречавају дубље продирање континенталних и морских утицаја на простору пријепољског краја. Стога се Пријепоље може убрајати у градове са умереном — континенталном климом која је знатно модификована рељефним утицајем. Средишња годишња температура је око 9,3 °C. Средње најниже температуре ваздуха су у јануару око -2,8 °C, док су средње највише у јулу са око 19,1 °C. Средња годишња количина атмосферских падавина у Пријепољу износи око 789,5 mm/m² површине. Међутим, за вегетацију је много значајнији распоред киша по месецима, интензитету и густини падавина. Највећа количина падавина се излучи током лета и јесени а најмања током зиме и пролећа... Лим је највећа река Пријепољског краја те су сви мањи водени токови управљени према њему. Он има одлике композитне долине јер се у њој између Бијелопољске и Прибојске котлине, наизменично смењују клисуре са речним проширењима — котлинама. Са леве стране у Лим се уливају Гостунска, Слатинска, Комаранска река, Грачаница, Миоска, Ратајска, Сељашница и Љупча а с десне Гробничка, Страњанска, Дубочица, Крушевица, Рибњак, Зебуђа, Милешевка и Бистрица. Највећи број њих има бујични карактер ...

## Демографија
По попису становништва из 2011. године општина Пријепоље има 37.059 становника. Према резултатима пописа, а у складу са законским прописима, право на заступљеност у пријепољском општинском Савету за међунационалне односе имају представници Срба, Бошњака и етничких Муслимана.
| Састав становништва – општина Пријепоље | Састав становништва – општина Пријепоље | Састав становништва – општина Пријепоље | Састав становништва – општина Пријепоље |
| --------------------------------------- | --------------------------------------- | --------------------------------------- | --------------------------------------- |
|                                         | 2022.                                   | 2011.                                   | 2002.                                   |
| Укупно                                  | 32.214 (100,00%)                        | 37.059 (100,00%)                        | 41.188 (100,00%)                        |
| Срби                                    | 14.961 (46,44%)                         | 19.496 (52,60%)                         | 23.402 (56,82%)                         |
| Бошњаци                                 | 12.842 (39,86%)                         | 12.792 (34,51%)                         | 13.109 (31,83%)                         |
| Муслимани                               | 1.945 (6,03%)                           | 3.543 (9,56%)                           | 3.812 (9,25%)                           |
| Остали                                  | 2.466 (7,65%)                           | 1.228 (3,31%)                           | 865 (2,10%)                             |